# Corrado Ferlaino
Corrado Ferlaino (Napoli, 18 maggio 1931) è un imprenditore, ingegnere e dirigente sportivo italiano, azionista di riferimento del Napoli dal 1969 al 2000, nonché più volte presidente del club partenopeo dal 1969 al 1971, dal 1972 al 1983, e dal 1983 al 1993.

## Biografia
Nato a Napoli nel 1931, da Modesto e da Cesarina Pasquali. Il padre, un ingegnere e costruttore calabrese originario di Conflenti, in provincia di Catanzaro, era giunto a Napoli nel 1920, ed era fratello di Francesco Ferlaino, magistrato assassinato dalla 'ndrangheta nel 1975. La madre era milanese.
Nel 1942, a causa dei bombardamenti su Napoli nella seconda guerra mondiale, assieme alla madre si trasferì a Fermo, dove visse per molti anni prima di fare ritorno nella sua città alla conclusione del conflitto. Conseguita la maturità scientifica al Liceo "Vincenzo Cuoco" di Napoli, entra a lavorare nell'impresa del padre, e nel contempo si dà all'agonismo come pilota automobilistico e calciatore dilettante. Tenta, senza successo, anche di fare il produttore cinematografico con la realizzazione di un film su Che Guevara.
Dopo aver conseguito la laurea in ingegneria civile trasporti all'Università di Napoli nel 1959, Ferlaino crea una propria impresa di costruzioni con la quale realizzerà numerosi edifici residenziali nel quartiere Arenella, al Rione Alto, ai Colli Aminei, al Centro Direzionale di Napoli, così come ad Anacapri, a Volla, a Casalnuovo di Napoli, a Massa Lubrense, ma anche al di fuori del napoletano presso Roccaraso, Livorno e Milano. Affermatosi quindi come importante costruttore edile e immobiliarista della sua città, nel 1967 fa ingresso come socio del Napoli Calcio, di cui due anni più tardi, nel 1969, diventa presidente e azionista di maggioranza. La presidenza di Ferlaino nel club azzurro è durata per trentuno anni, con alcune interruzioni.
Negli anni novanta, è a capo di un gruppo formato da 43 aziende che assieme realizzano un fatturato di 400 miliardi di lire, di cui la maggiore è la Iper S.r.l.. Amico personale di Ciriaco De Mita, nel 1987 rifiutò la proposta fattagli da questi a candidarsi alle elezioni politiche nelle file della Democrazia Cristiana. Nello stesso periodo è stato consigliere di amministrazione della SIP e della società editrice del quotidiano napoletano Il Mattino.
Nel 2002, dopo aver ceduto le quote possedute nel Napoli, il suo Gruppo fa ingresso nel settore alberghiero.
Nel 2015, è coautore assieme al giornalista Toni Iavarone del libro Achille Lauro, il Comandante tradito, edito dalla casa editrice Minerva di Bologna.
Sposatosi quattro volte, è padre di cinque figli, tra cui la fisica Francesca Ferlaino.

### Attività nell'automobilismo
Ferlaino esordisce nel 1957 alla corsa automobilistica Sorrento-Sant'Agata sui Due Golfi, in cui gareggiò a bordo dell'Alfa Romeo Giulietta Sprint. Due anni più tardi, partecipò all'edizione della Mille Miglia del 1959, in cui si classificò al quinto posto alla guida della Giulietta Sprint.
Ha partecipato ad altre importanti gare automobilistiche, quali Targa Vesuvio, Palermo-Monte Pellegrino, Coppa della Consuma, Coppa Gallenga, Catania-Etna e Targa Florio. In quest'ultima competizione, alla guida della Ferrari 250 GTO/64, in coppia con Luigi Taramazzo, nel 1964 si piazzò al primo posto in classifica nella categoria da 2501 a 3000 cc.

### Attività nel calcio

Ferlaino insieme a Luciano Moggi

Ferlaino si avvicina al calcio negli anni cinquanta, avendo svolto attività agonistica a livello dilettantistico con la maglia del Tennis Vomero. La sua esperienza si conclude nel 1964, con la squalifica a vita comminatagli per aver picchiato un arbitro in campo.
Nel 1967, entra come piccolo socio nell'azionariato del Napoli, il cui presidente era Gioacchino Lauro. La sua partecipazione nel club azzurro diventa più importante nel 1969, quando acquista per 70 milioni di lire il 33% delle quote fino ad allora possedute da Antonio Corcione, deceduto in quel periodo. Nel contempo, riesce a farsi eleggere a presidente del Napoli grazie all'appoggio di Achille Lauro, altro socio del club assieme a Roberto Fiore, con cui all'epoca il noto armatore era in contrasto. Poco dopo, Ferlaino compie la scalata e diviene azionista di maggioranza del Napoli rilevando le quote possedute in società da Fiore.

Ferlaino e Maradona con la Coppa UEFA 1988-1989

Ferlaino si dimette dalla carica di massimo dirigente azzurro per brevi periodi, nel 1972 (presidenza affidata all'ingegner Ettore Sacchi) e nel 1983 (reggente un altro ingegnere, Marino Brancaccio). Durante la sua gestione, il Napoli raggiunse il suo massimo fulgore negli anni ottanta, in corrispondenza con la militanza in maglia azzurra di Diego Armando Maradona, vincendo due scudetti (1986-87 e 1989-90), una Coppa UEFA (1988-89), una Coppa Italia (1986-87) ed una Supercoppa italiana (1990).
Fin dall'inizio della sua presidenza, Ferlaino è stato legato alla tifoseria partenopea da un rapporto di odio-amore alimentato dalla vulcanicità del presidente, capace di far quadrare i bilanci societari privandosi dei giocatori più amati dai sostenitori (un esempio su tutti è quello di Dino Zoff), ma capace anche di acquisti importanti come l'ingaggio di Giuseppe Savoldi, Ruud Krol e, soprattutto, del già citato Maradona. Malgrado i successi ottenuti, importanti per un club come il Napoli, Ferlaino è stato spesso oggetto di contestazione, arrivando a subire persino un attentato, nel 1983, quando viene fatta esplodere una bomba sotto casa. Dopo la partenza di Maradona nel 1991, il Napoli conduce campionati discreti e non ripeterà più le grandi stagioni disputate ai tempi in cui vi militava il fuoriclasse argentino.
Nel 1992, Ferlaino acquista il 50% delle quote del Cagliari, del quale gli altri soci erano Franco Ambrosio e Massimo Cellino, quest'ultimo divenuto presidente. La società con Ambrosio e Cellino venne messa in piedi per evitare la cessione dell'attaccante uruguaiano del club sardo Daniel Fonseca alla Juventus, che in quell'anno passava al Napoli. L'esperienza di comproprietario del Cagliari, si conclude dopo appena un anno, nel 1993, a causa di problemi giudiziari che riguardarono lui e Ambrosio. In quello stesso anno, vende il Napoli a Ellenio Gallo, ma due anni dopo torna a essere il maggior azionista della società partenopea.
Nella stagione 1997-98, il Napoli si piazza ultimo in classifica e retrocede in Serie B: nel 2000, Ferlaino cede la metà delle azioni e la poltrona di presidente a Giorgio Corbelli. Due anni più tardi, nel 2002, vende il resto delle sue quote al medesimo Corbelli, e a Salvatore Naldi.
Nel giugno 2003, Ferlaino rileva il pacchetto di maggioranza del Ravenna neopromosso in Serie C2. L'esperienza di socio di maggioranza del club romagnolo - alla cui presidenza si era insediato il figlio Luca - dura appena un anno e cede le sue azioni all'imprenditore Gianni Fabbri, uscendo così definitivamente dal mondo del calcio.

## Controversie
- Il 25 maggio 1993, Ferlaino è destinatario di un'ordinanza di custodia cautelare emessa dalla Procura di Napoli, e si rende latitante all'estero per sfuggire all'arresto[5]. Accusato del reato di corruzione, secondo i magistrati titolari dell'inchiesta sulla Tangentopoli napoletana, l'imprenditore avrebbe versato una tangente di 500 milioni di lire al parlamentare democristiano Alfredo Vito, per assicurarsi i lavori per la bonifica dei Regi Lagni e per la ristrutturazione esterna dello Stadio San Paolo[5]. Il giorno dopo, Ferlaino si presenta spontaneamente al carcere di Poggioreale per incontrare i magistrati, ai quali confessa di aver corrotto Vito, e rilascia altre dichiarazioni[25]. I giudici gli concedono gli arresti domiciliari.[25]
- Nel 2006, è indagato dalla Procura di Napoli assieme a Corbelli e Naldi con l'accusa di bancarotta fraudolenta per il fallimento del club partenopeo avvenuto due anni prima[26]. Condannato in primo grado a tre anni di reclusione nel 2010 assieme a Corbelli, la sentenza viene confermata in appello, nel 2014[27][28]. Le due sentenze di condanna vengono annullate in Cassazione nel 2016, con l'assoluzione di ambedue gli imputati.[29]
- Nel 2012, Ferlaino risulta indagato dalla Procura della Repubblica di Napoli per una presunta evasione fiscale di 30 milioni di Euro attraverso la costituzione di società offshore in Lussemburgo, Inghilterra, Svizzera ed alcuni paesi dell'America Latina.[30]